# Gebietstausch 1945 im Harz

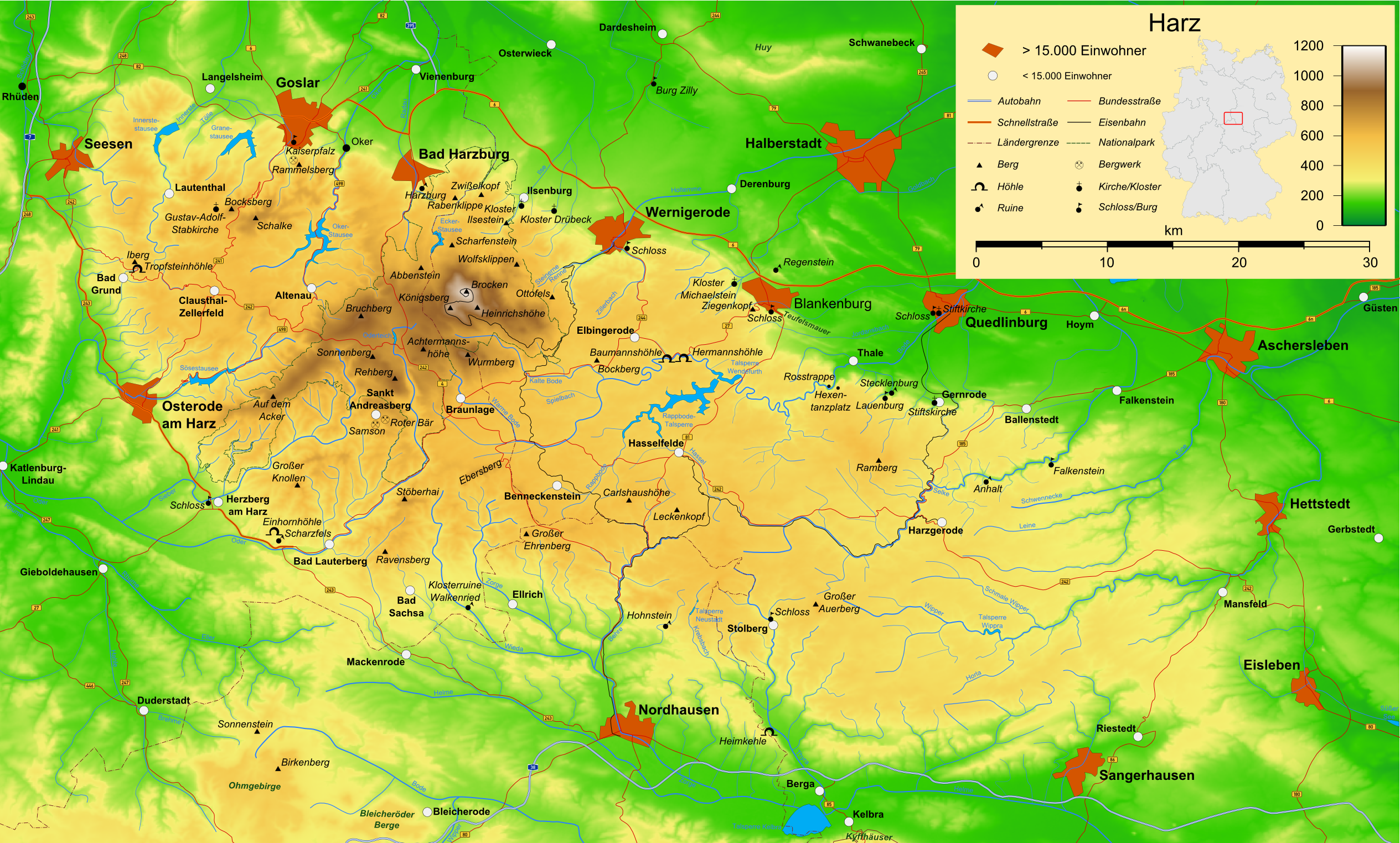
Übersichtskarte des Harzes

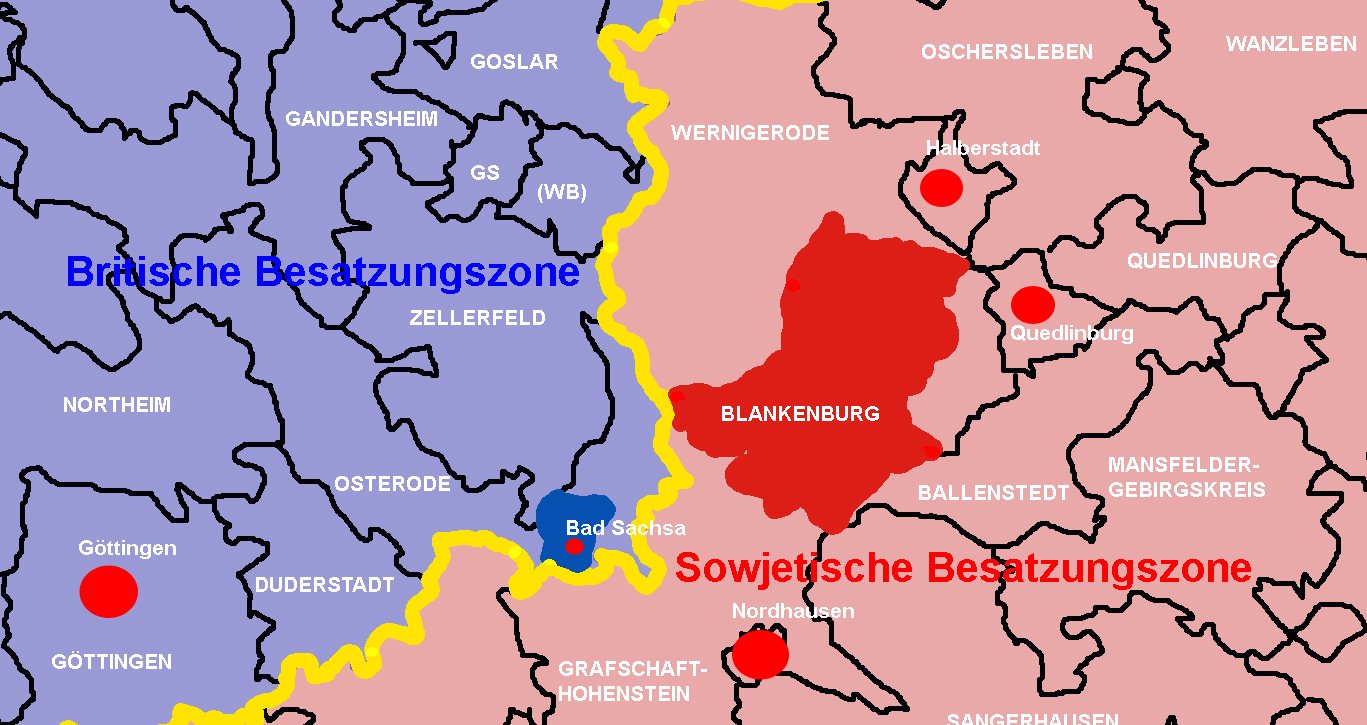
Der Gebietstausch vom 23. Juli 1945. Betroffene Gebiete. Dunkelrot: von der britischen an die sowjetisch besetzte Zone abgetreten; dunkelblau: von der sowjetischen an die britisch besetzte Zone abgetreten; gelb: Zonengrenze nach dem Tausch.

Der Gebietstausch vom 23. Juli 1945 im Harz war mit über 430 km² der größte Gebietsaustausch zwischen Besatzungszonen im besetzten Deutschland. Er führte zu einschneidenden territorialen Veränderungen im Harz und betraf die Zukunft von rund 36.000 Menschen.

## Geschichte

### Hintergrund
Ursächlich für den Gebietstausch waren Befürchtungen der Briten, mit Übergabe der bis zum 5. Juli 1945 besetzten Gebiete an die Sowjetunion die Energieversorgung ihrer Besatzungszone nicht mehr gewährleisten zu können. In unmittelbarem Zusammenhang damit stand das östlich des Helmstedter Braunkohlereviers, knapp 500 Meter ostwärts der vorgesehenen Demarkationslinie, liegende Kraftwerk Harbke.
Die in der damaligen Provinz Magdeburg westlich der Elbe gelegenen Gebiete waren schon im April 1945, im Rahmen der angloamerikanischen Schlussoffensive gegen die deutsche Wehrmacht, unter die Kontrolle der 9. US-Armee gelangt. Den amerikanischen Verbänden waren dazu britische Military Government Detachments für Aufgaben der Besatzungsbehörden zugeteilt. Vordringlichste Aufgabe dieser Militärregierungselemente war die unverzügliche Repatriierung von Displaced Persons und umgehende Wiederherstellung der öffentlichen Ordnung.
Mitte Mai 1945 begannen die US-Streitkräfte mit einer Verlegung der in Thüringen stehenden 1. US-Armee aus Europa. Das entstehende Vakuum füllten Truppen der 9. US-Armee, die hierzu in der Provinz Magdeburg durch Verbände der britischen 21. Armeegruppe abgelöst wurden. Dadurch gerieten die westlich der Elbe liegenden Teile der Provinz Magdeburg vollständig unter britische Kontrolle. Die für die Provinz Magdeburg verantwortlichen Organe der Militärregierung wurden dem 229/305 Provinz Military Government Detachment in Hannover unterstellt und gelangten somit in den Kommandobereich des XXX Corps.
Erst jetzt erkannten die Briten, dass der Verlauf der im Februar 1945 während der Konferenz von Jalta bestätigten Demarkationslinie zwischen britischer und sowjetischer Zone den Interessen zur wirtschaftlichen Überlebensfähigkeit ihrer Besatzungszone widersprach. Einen entscheidenden Anteil an dieser Erkenntnis hatte die Anzahl und der Zustand der in der britischen Zone liegenden Kraftwerke, die allein auf sich gestellt als unzureichend angesehen wurden, die Energieversorgung für den nordwestdeutschen Raum zu gewährleisten. Belegt ist dies in Dokumenten, die im Public Record Office in London hinterlegt wurden. So vermerkt bereits der erste Wochenbericht des 229/305 Provinz MilGovDet, dass 65 Prozent des in der britischen Zone benötigten elektrischen Stroms im Kohlekraftwerk Harbke, also in der eigentlich zur sowjetischen Zone gehörenden Provinz Magdeburg, erzeugt wurden.

Noch Anfang Juni gingen die Briten davon aus, dass die mittelfristige Energieversorgung Nordwestdeutschlands anhand mit den Amerikanern vereinbarter Durchleitungen aus dem Raum Leipzig als gesichert angesehen werden konnte.
Umso mehr waren die Briten vom Vorgehen des US-Präsidenten Truman überrascht. Der US-Präsident hatte nach kurzer Konsultation mit dem britischen Premierminister Churchill am 11. Juni 1945 gegenüber dem sowjetischen Staatschef Stalin die Absicht verkündet, die angloamerikanischen Truppen bis Ende Juni aus den temporär besetzten Gebieten der Sowjetischen Besatzungszone zurückzuziehen. Dieser schnelle Rückzug auf die in Jalta bestätigten Besatzungszonen hätte die Briten in Bezug auf die Energieversorgung Nordwestdeutschlands unweigerlich vor erhebliche Probleme gestellt.

### Vorschlag vom 15. Juni 1945

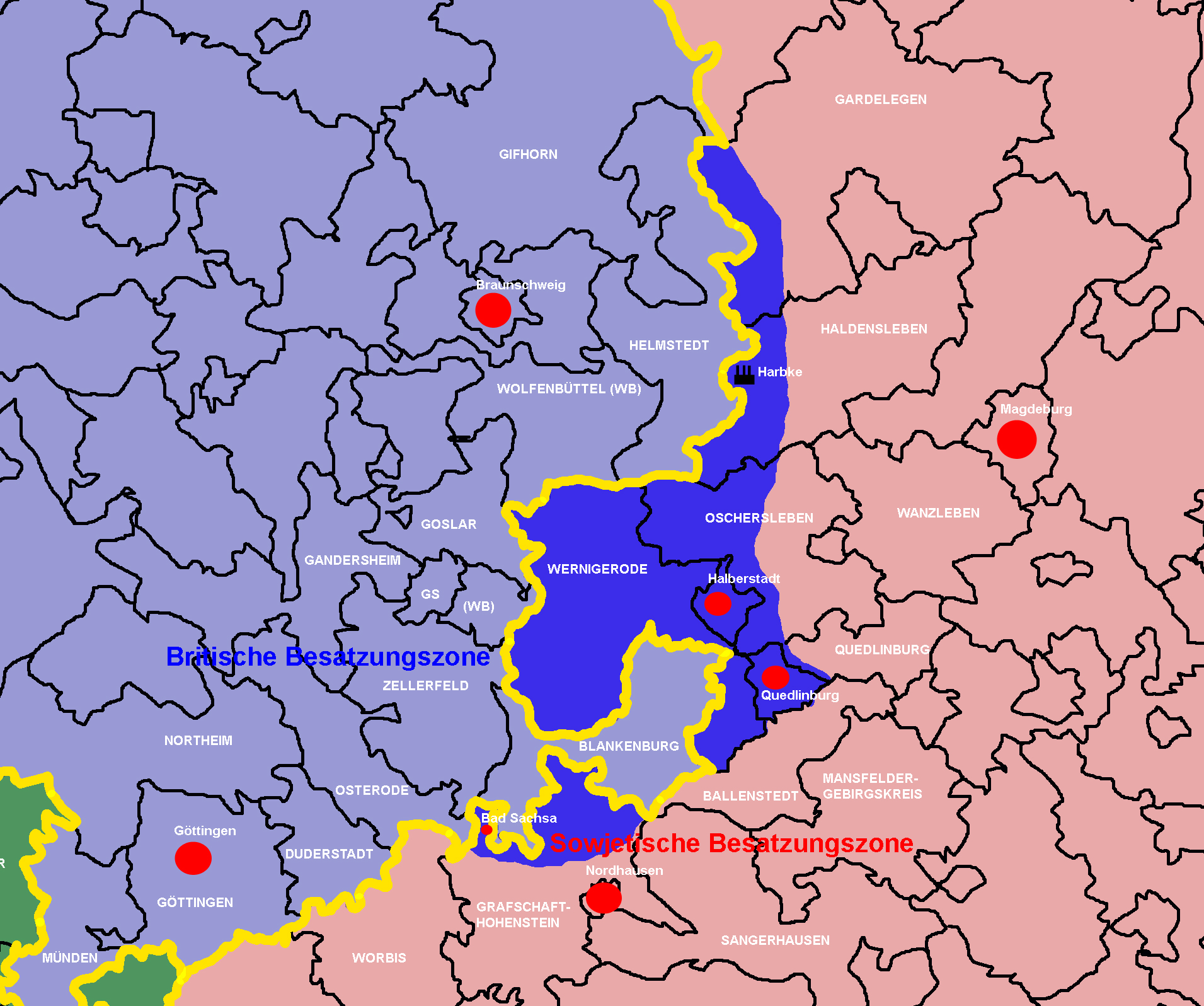
Vorschlag des 229 (P) MilGovDet Hannover vom 15. Juni 1945

Die Militärregierung für die Provinz Hannover und das Land Braunschweig, das 229/305 (P) MilGovDet, sah sich dadurch veranlasst, dem militärisch übergeordneten XXX Corps einen Vorschlag zu unterbreiten, den zu erwartenden wirtschaftlichen Nachteilen durch eine Ausweitung der britischen Besatzungszone nach Osten in das Gebiet der Provinz Magdeburg zu begegnen. In dem am 15. Juni 1945 bei der Abteilung Military Government des XXX Corps eingegangenen Dossier wurde, aufgrund einer angenommenen wirtschaftlichen Zugehörigkeit zum niedersächsischen Raum, die Angliederung von großen Teilen der Provinz Magdeburg in die Britische Zone empfohlen.
Konkret sollten übernommen werden:
- Vom Kreis Wernigerode: 46 Gemeinden, 721 km², 74.441 Einwohner
- Vom Kreis Quedlinburg (mit Kreisstadt Quedlinburg): 13 Gemeinden, 150 km², 60.736 Einwohner
- Vom Kreis Oschersleben: 35 Gemeinden, 320 km², 40.377 Einwohner
- Vom Kreis Haldensleben: 24 Gemeinden, 300 km², 21.000 Einwohner
- Vom Kreis Gardelegen: 12 Gemeinden, 200 km², 13.800 Einwohner
- Vom Kreis Grafschaft Hohenstein: 17 Gemeinden, 160 km², 22.970 Einwohner

Gesamt: 147 Gemeinden, 1.871 km², 233.324 Einwohner
Der Vorschlag, der vom XXX Corps auf dem Strang Military Government an die 21. Armeegruppe geleitet wurde, stellte nach dem am 5. Juli 1945 tatsächlich erfolgten Rückzug der britischen und US-Truppen aus den temporär besetzten Gebieten einen Affront gegen die Sowjets dar. Dessen waren sich die Briten bewusst, sie gingen davon aus, dass einer Umsetzung dieses kühnen Vorschlags kein Erfolg beschieden wäre. Welche Bedeutung die im Kraftwerk Harbke gewonnene Energie für die Briten besaß, verdeutlicht die Initiative des Kommandierenden Generals des XXX Corps vom 7. Juli 1945, niedergeschrieben in einem alternativen Verhandlungsvorschlag für die 21. Armeegruppe.

### Alternativvorschlag

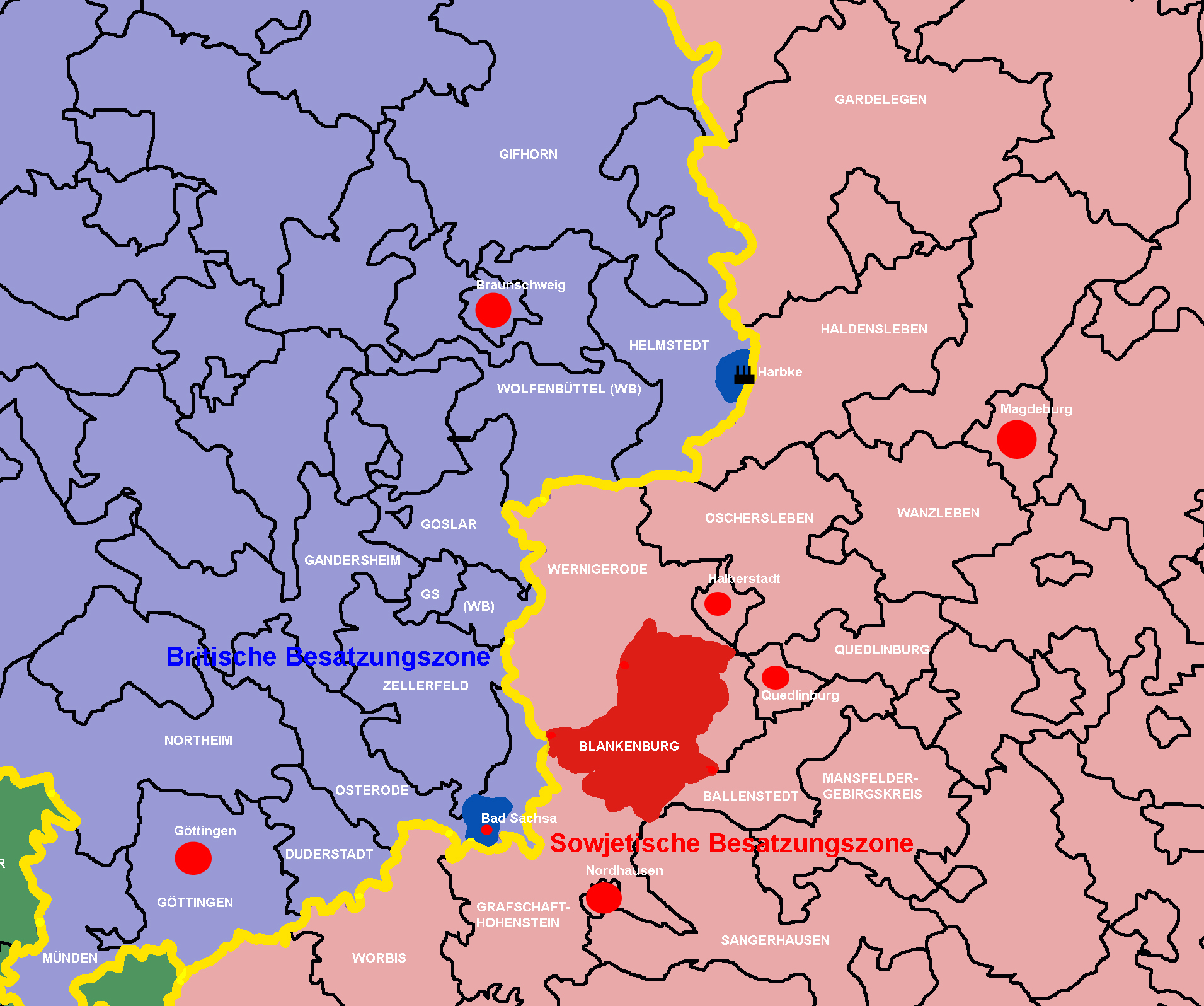
Alternativvorschlag der 21. Armeegruppe vom 10. Juli 1945

Die am 10. Juli 1945 von Brigadier David Belchem, Chef des Stabes der 21. Armeegruppe, an die Control Commission for Germany-British Element gereichte Verhandlungsempfehlung sah vor, mit den Sowjets zunächst den Vorschlag des 229/305 (P) MilGovDet zu verhandeln. Erst bei einer zu erwartenden Ablehnung sollte der vom XXX Corps entwickelte Alternativvorschlag vorgelegt werden.
Dieser sah vor, nur noch die Stadt und das Kraftwerk Harbke, dazu im südlichen Harzvorland die Gegend um Bad Sachsa in die Britische Zone zu übernehmen und dafür den größten Teil des braunschweigischen Landkreises Blankenburg im Tausch an die Sowjets abzutreten.

### Verhandlungen und Gebietstausch
Die Verhandlungen zum Gebietsaustausch wurden ab dem 10. Juli 1945 auf der Basis des Alternativvorschlages der Briten geführt. Auf britischer Seite verhandelte der Kommandierende General des XXX Corps, Generalleutnant Horrocks, auf sowjetischer Seite der Kommandeur des 12. Garde-Schützenkorps der 47. Armee.
Es gelang dem britischen Verhandlungsführer zwar, eine dauerhafte Lieferung von 75 Prozent der Ausstoßmenge des Kraftwerkes Harbke in die Britische Zone gegen Kohlelieferungen aus dem Helmstedter Braunkohlerevier zu erreichen, das Kraftwerk selbst wollten die Sowjets aber nicht abtreten.
Schließlich erfolgte vermutlich am 12. Juli 1945 die Übereinkunft zum Austausch des Ostteils des Landkreises Blankenburg aus der britischen in die sowjetische Zone und der Stadt Bad Sachsa mitsamt der Ortschaft Tettenborn aus der sowjetischen in die britische Zone.
Eine Ermächtigung der 21. Armeegruppe vom 18. Juli 1945 gestattete dem Kommandierenden General des XXX Corps die Ratifizierung der Übereinkunft. Als Termin für den Gebietstausch war der 23. Juli 1945, 8:00 Uhr Ortszeit vorgesehen.

Bis dahin trafen die Briten umfangreiche Maßnahmen, um das für den Landkreis Blankenburg zuständige 111. Kreis Military Government Detachment und Teile ihrer 5. Infanteriedivision bereits bis zum 22. Juli 1945 aus dem abzutretenden Gebiet abzuziehen.
Im Landkreis Blankenburg betraf diese Vereinbarung geschätzt 30.000 Menschen, überwiegend in den Orten Blankenburg, Benzingerode, Heimburg, Timmenrode, Cattenstedt, Hüttenrode, Wienrode, Altenbrak, Treseburg, Allrode, Hasselfelde, Stiege, Trautenstein und Tanne. Im Landkreis Grafschaft Hohenstein waren geschätzt 6.000 Menschen in der Stadt Bad Sachsa und der Landgemeinde Tettenborn betroffen.
Um Massenfluchten zu vermeiden, wurde der Gebietstausch weder von den Briten noch von den Sowjets öffentlich gemacht.

### Memorandum der Briten im Kontrollrat
Das Ergebnis der geführten Verhandlungen ist der European Advisory Commission (EAC) bekanntgegeben worden, konnte jedoch nicht mehr in das 3. EAC-Zonenprotokoll einfließen. Um die Änderungen am Verlauf der Demarkationslinie zwischen britischer und sowjetischer Zone dennoch rechtlich bindend zu gestalten, entwarfen die Briten ein Memorandum, das der Oberste Vertreter der Control Commission for Germany-British Element, Generalfeldmarschall Montgomery, am 30. Juli 1945 in die konstituierende Sitzung des Alliierten Kontrollrates für Deutschland einbrachte.
Im Memorandum, welches durch die Mitglieder des Kontrollrates ratifiziert wurde, wird der Austausch von Gebieten zwischen der Britischen und Sowjetischen Besatzungszone dokumentiert.
Im Einzelnen sind aufgeführt:
- Die Abtretung des östlich der Elbe liegenden und zum Landkreis Lüneburg gehörenden Amtes Neuhaus an die Sowjets.
- Die Abtretung des östlich des Baches Warme Bode liegenden Teils des Landkreises Blankenburg an die Sowjets.
- Die Abtretung der im Landkreis Grafschaft Hohenstein liegenden Stadt Bad Sachsa und der Ortschaft Tettenborn an die Briten.

Die getroffene Vereinbarung zur Lieferung elektrischer Energie aus dem Kraftwerk Harbke in die Britische Zone, der eigentlichen britischen Intention zur Verhandlungsführung, sowie die Lieferung von Braunkohle aus dem Helmstedter Revier in die Sowjetische Zone werden im Memorandum nicht erwähnt. Diese Vereinbarungen wurden im Oktober 1945 im sogenannten Harbke-Agreement in ein bilaterales Vertragswerk eingebunden, mit dem sich die Briten die Energielieferungen aus dem Kraftwerk gegen die Lieferung von Braunkohle bis in das Jahr 1952 sicherten.

### Folgen

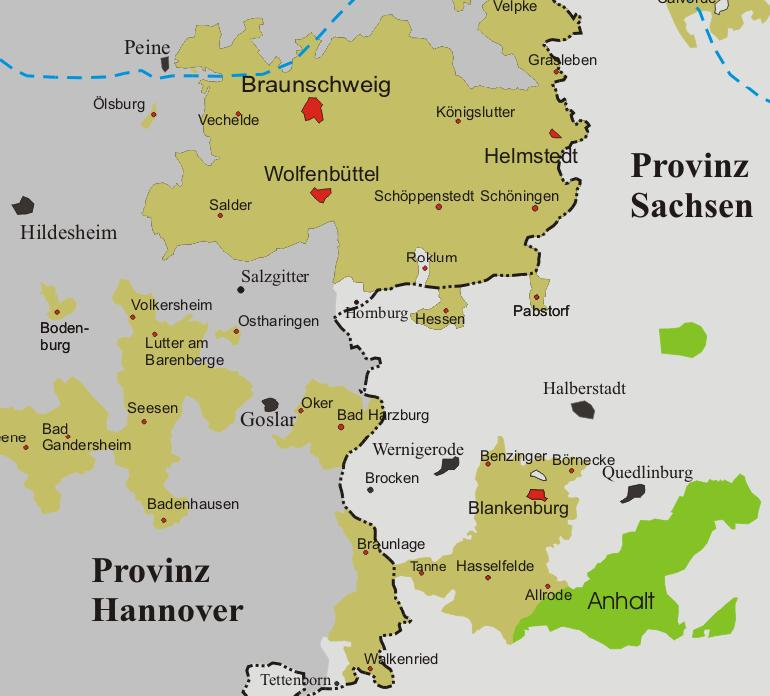
Das Land Braunschweig 1945 mit Demarkationslinie (Zonengrenze)

Der braunschweigische Landkreis Blankenburg wurde an seiner schmalsten Stelle westlich der Ortschaft Sorge geteilt. Der größere Ostteil des Kreises mit der Kreisstadt Blankenburg war jetzt Teil der Sowjetischen Besatzungszone.
Die in den bezeichneten Gebieten wohnende Bevölkerung blieb dort mit ihrem Eigentum. Mit Gründung der DDR und Errichtung der Grenzsperranlagen wurde die neue Zugehörigkeit der getauschten Orte auch faktisch besiegelt.
Die Stadt Bad Sachsa und die Gemeinde Tettenborn wurden zum 1. September 1945 in den Landkreis Osterode am Harz in der Britischen Besatzungszone umgegliedert.
Von 1954 bis 1996 übernahm der Kirchenkreis Herford der Evangelischen Kirche von Westfalen treuhänderisch die Verwaltung der beiden evangelischen Kirchengemeinden Bad Sachsa und Tettenborn, die zur Evangelischen Kirche der Kirchenprovinz Sachsen, die in der DDR lag, gehörten.
Auf Verordnung des Präsidenten des Landes Thüringen wurde der Landkreis Grafschaft Hohenstein mit Wirkung vom 19. Oktober 1945 in Landkreis Nordhausen umbenannt.
Der Ostteil des alten Landkreises Blankenburg bestand bis zum 30. Juni 1950 als eigenständiger Landkreis (ohne Braunlage und die in Niedersachsen liegenden Gemeinden) weiter und wurde dann zwischen den Landkreisen Quedlinburg und Wernigerode aufgeteilt.
Der westdeutsche Landkreis Blankenburg (Kreisstadt Braunlage) wurde 1972 mit der niedersächsischen Gebietsreform aufgelöst und den Landkreisen Goslar sowie Osterode am Harz zugeordnet.
Der Gebietstausch wurde nach der Wiedervereinigung Deutschlands im Jahre 1990 nicht rückgängig gemacht. Nur das Amt Neuhaus kam am 30. Juni 1993 wieder zum niedersächsischen Landkreis Lüneburg.
In Hinsicht auf die Gebietszuordnungen der Gliedkirchen der Evangelischen Kirche in Deutschland ging der Ostteil des ehemaligen Landkreises Blankenburg zurück zur Landeskirche in Braunschweig.

## Aktuelle Forschung und Aufarbeitung
Akten und Dokumente zum Gebietstausch im Harz werden unter anderem in den National Archives in London verwahrt.
Forschung und Recherche hierzu waren seit dem Jahr 2020 Bestandteil eines Citizen-Science-Projektes des Grenzlandmuseums Bad Sachsa, in dem die bisherigen Forschungsergebnisse in die dreisprachige Ausstellung eingeflossen sind.
Dieses Projekt wurde 2023 mit einer Publikation zum Thema abgeschlossen.